# Saint-Anthot
Saint-Anthot – miejscowość i gmina we Francji, w regionie Burgundia-Franche-Comté, w departamencie Côte-d’Or. Nazwa miejscowości pochodzi od imienia św. Antyda z Langres, który zmarł w Saint-Anthot.
Według danych na rok 1990 gminę zamieszkiwało 45 osób, a gęstość zaludnienia wynosiła 11 osób/km² (wśród 2044 gmin Burgundii Saint-Anthot plasuje się na 865. miejscu pod względem liczby ludności, natomiast pod względem powierzchni na miejscu 1285.).